# 844
| 844                |
| ------------------ |
| Dødsfald - Fødsler |
|                    |

| Gregoriansk kalender | 844 DCCCXLIV            |
| Ab urbe condita      | 1597                    |
| Armensk kalender     | 293 ԹՎ ՄՂԳ              |
| Kinesiske kalender   | 3540 – 3541 癸亥 – 甲子 |
| Etiopisk kalender    | 836 – 837               |
| Jødisk kalender      | 4604 – 4605             |
| Hindukalendere       |                         |
| - Vikram Samvat      | 899 – 900               |
| - Shaka Samvat       | 766 – 767               |
| - Kali Yuga          | 3945 – 3946             |
| Iransk kalender      | 222 – 223               |
| Islamisk kalender    | 229 – 230               |

Se også 844 (tal)

## Begivenheder
- Johannes 8. vælges efter Pave Gregor 4.'s død i Rom i januar som ny pave, men valget omstødes af magthaverne, der i stedet vælger Sergius 2. som pave. Johannes bliver i stedet modpave.
- Dorestad, en frankisk by, bliver angrebet af nordiske vikinger.

## Dødsfald
- Pave Gregor 4.
- Hugh, søn af Karl den Store
- Theodrada, en datter af Karl den Store, Abbedisse, død 844 eller 853